# 大阪市立住之江中学校
大阪市立住之江中学校（おおさかしりつ すみのえ ちゅうがっこう）は、大阪府大阪市住之江区にある公立中学校。

## 沿革
都市化や土地区画整理などの影響で地域が宅地化したことに伴い、従来の大阪市立南稜中学校の生徒数が急増した。そのため従来の南稜中学校校区を分離する形で1973年に新設開校した。
さらなる生徒数の急増のため、開校3年後の1976年には当校から大阪市立新北島中学校を分離している。

## 通学区域
- 大阪市立安立小学校と大阪市立敷津浦小学校の通学区域。
- 大阪市住之江区 安立1-4丁目、住之江1-3丁目、西住之江1-4丁目、浜口東2-3丁目、御崎7-8丁目、北島1-3丁目。

## 交通
- Osaka Metro四つ橋線・ニュートラム 住之江公園駅 南東へ約900m。
- 南海本線 住ノ江駅 西へ約800m。

## 出身者
- 小籔千豊（お笑いタレント）
- 中山功太（お笑いタレント）
- 田中耀飛（プロ野球選手）